# Pantai Burung
Pantai Burung is een bestuurslaag in het regentschap Tanjung Balai van de provincie Noord-Sumatra, Indonesië. Pantai Burung telt 4273 inwoners (volkstelling 2010).